# Ernesto Lecuona
Ernesto Sixto de la Asunción Lecuona Casado (Guanabacoa (Ciudad de La Habana), 6 augustus 1895 – Santa Cruz de Tenerife, 29 november 1963) was een Cubaans componist en pianist. Hij werd vaak als de Cubaanse Gershwin betiteld.

## Levensloop
Lecuona was een zoon (en een van de 14 kinderen) van de Canarische journalist Ernesto Lecuona Ramos en zijn echtgenote Elisa Casado Bernal, die met hun gezin naar Cuba waren verhuisd. Hij kreeg zijn eerste pianoles van zijn oudste zuster Ernestina, zelf ook een componiste en pianiste. Hij werd beschouwd als een muzikaal wonderkind, zijn eerste pianorecital had hij op vijfjarige leeftijd in de Spaanse club van Ciudad de La Habana en toen hij 13 jaar was, schreef hij zijn eerste eenvoudige compositie Cuba y América voor banda (harmonieorkest). Van 1904 tot 1907 studeerde hij aan het Conservatorio de Carlos A. Peyrellade bij Antonio Saavedra, zelf een leerling van Ignacio Cervantes. Aan dit conservatorium raakte hij bevriend met de jonge schrijfster Rita Montaner. In de jaren 1908 en 1909 werkte hij aan het Teatro Martì in Ciudad de La Habana. Aldaar ontstond ook zijn eerste muzikale komedie Fantasia Tropical. Vervolgens was hij leerling van de bekende Joaquín Nin y Castellanos (1883-1950) en de naar Cuba vertrokken Nederlandse componist Hubert de Blanck, die in 1885 het Hubert de Blanck Conservatorium - later omgedoopt in Conservatorio Nacional de Música y Declamación - in de Cubaanse hoofdstad had opgericht. In 1913 behaalde hij zijn diploma als onderwijzer voor piano en solfège en ontving een gouden medaille. Zijn hoofddocent (en directeur van het conservatorium) Hubert de Blanck was vol lof over hem en omschreef hem als "El Figaro de la Habana" en beoordeelde hem als een buitengewoon briljante student, hoogbegaafd met een perfect temperament. 
Lecuona toonde ook interesse voor populaire muziek en richtte een klein amusementsorkest op, dat vooral in de eerste bioscopen en danspaleizen van de Cubaanse hoofdstad speelde. In 1916 verliet hij Cuba en ging naar New York, waar hij onder andere een concert in de "Aeolian Hall" verzorgde en een eerste plaat opnam, onder andere met de Wals España. In 1918 kwam hij terug naar Cuba en opende het Instituto Musical de La Habana. 
In 1925 ging hij naar Madrid en verzorgde meerdere concerten, waarin hij onder anderen zijn Levánate y Anda introduceerde, een veelzeggend stuk, dat vervolgens meer dan duizend keer werd uitgevoerd. Vanaf 1927 geraken zijn ideeën over de opera in een meer volwassen fase: de thema's zijn meer gearticuleerd, de koorliederen zijn talrijker en het libretto is niet langer louter een opeenvolging van nummers. Samen met Rita Montaner als de voornaamste uitvoerder presenteerde hij negen stukken, waaronder Es Mucha Haban, La Revista Femenina en vooral La Niña Rita, waarmee het gouden tijdperk van het "Cubaans lyrisch theater" begon, maar ook de opkomst van Rita Montaner. Samen met Gonzalo Roig Lobo en Rodrigo Prats Llorens vormt hij een trilogie van de belangrijkste componisten van het Cubaans lyrisch theater en vooral de Cubaanse zarzuela. Daarbij staat qua vorm de Cubaanse ballade centraal. 
In 1928 werd hij uitgenodigd naar Parijs. Aldaar werden balletten van hem uitgevoerd en tijdens een privé recital in de Salle Gaveau is onder anderen ook Maurice Ravel te gast. Voor een bepaalde periode zou Lecuona bij Ravel, maar ook bij Robert Lortat studeren. Zijn bekendste compositie, de in 1922 in het Capitol Theatre in New York met groot succes geïntroduceerde Malagueña, vond grote waardering door Ravel en hij becommentarieerde het: Orovio, Helio “Ik voel dat Malagueña bewonderenswaardiger en melodischer is, dan mijn Bolero”. Ook zijn Siboney (Canto Siboney), in 1929 gepubliceerd, werd een klassieker van de Latijns-Amerikaanse muziek en werd door talrijke artiesten en ensembles uitgevoerd. Vanaf dit moment kreeg Ernesto Lecuona de bijnaam Cubaanse Gershwin.

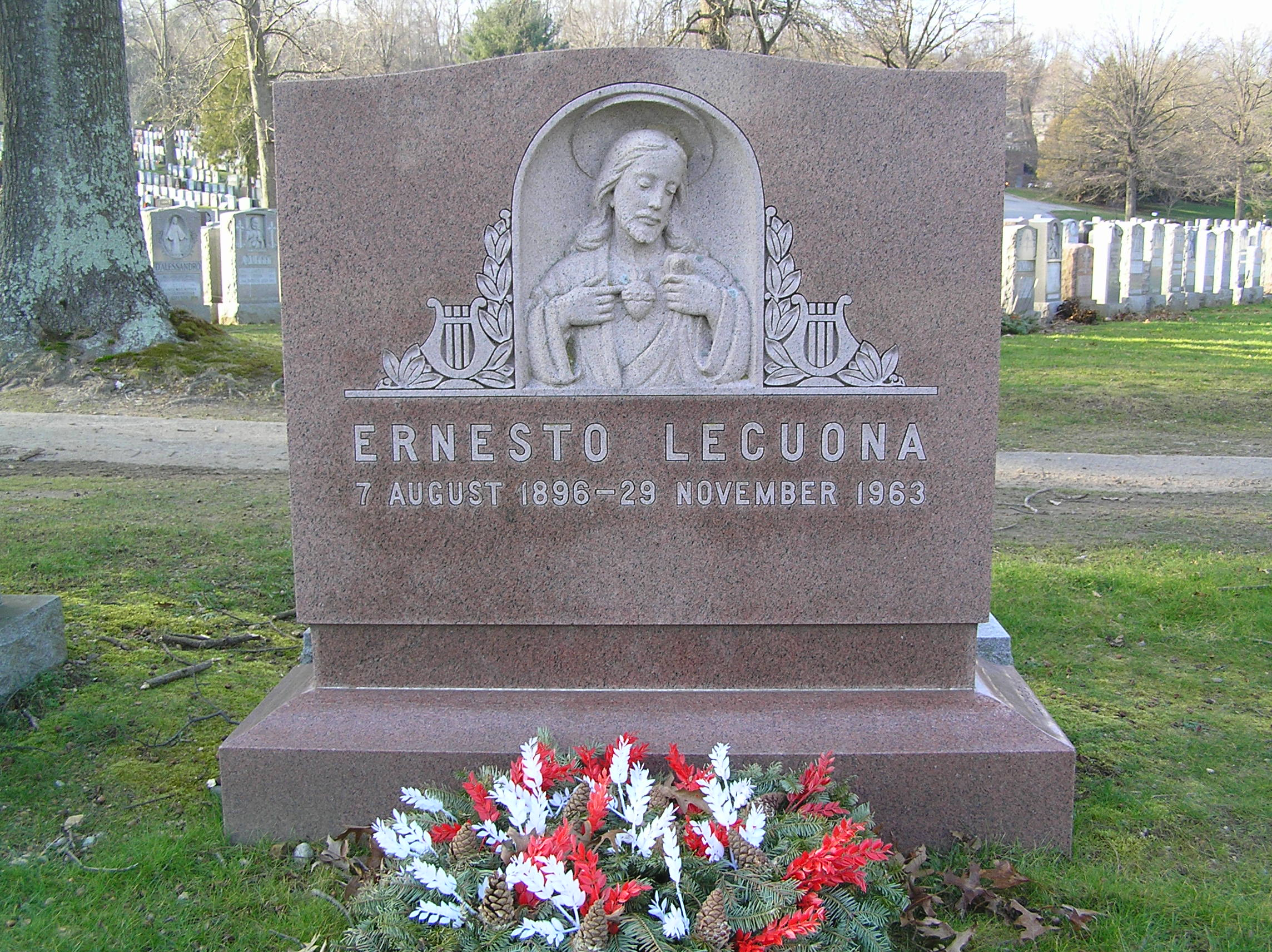
Graf van Ernesto Lecuona op de Gate of Heaven begraafplaats in New York

In 1929 maakte Lecuona een succesrijke concertreis door de Verenigde Staten, Panama en Costa Rica. In 1931 overleed zijn moeder, maar hij maakte ook een concertreis naar Mexico-Stad, waar hij een hele serie van concerten in het Teatro Fabregas verzorgde. Hij werd uitgenodigd voor een tweede reis naar Mexico-Stad in 1933. In 1934 voerde hij met een operagezelschap een aantal van zijn zarzuelas in het Iris Theater in Mexico-Stad uit. Tussen de twee reizen naar Mexico sloot hij een contract met de filmmaatschappij Metro-Goldwyn-Mayer over de muziek voor diverse films. 
Hij richtte het Orquestra Cubana op en dit ensemble had groot succes. Gedurende een concertreis door Spanje in 1934 moest Lecuona om gezondheidsredenen terug naar Cuba en de naam van het orkest werd veranderd in Lecuona Cuban Boys. 
Als componist schreef Lecuona rond 3500 werken, waarin meer dan 400 liederen, 176 stukken voor piano, 50 werken voor het muziektheater, 31 orkestwerken en muziek voor 11 films. Maar het waren vooral de honderden interpretaties van stukken zoals Canto Siboney, Para Vigo me voy (Say Si Si), Canto Carabalí, Maria my Own (María La O), La Comparsa en Malagueña die hem hielpen internationale populariteit te bereiken. 
Teleurgesteld door de gang van zaken na de Cubaanse Revolutie verliet hij zijn geliefde land in 1960 en ging naar Tenerife, waar hij verschillende ensembles dirigeerde, maar verhuisde vervolgens naar Tampa. Tijdens een later bezoek op Tenerife overleed hij aldaar op 29 november 1963. Hij is begraven op The Gate of Heaven Cemetery in New York.

## Composities

### Werken voor orkest
- 1937 Rapsodia Argentina, voor piano en orkest
- 1940-1943 Rapsodia Negra, voor piano en orkest
- 1943 Rumba-rhapsody, voor piano, zangstemmen, gemengd koor en orkest
- 1955 Rapsodia cubana, voor piano en orkest
- Alia en Oriente
- Andalucía, suite espagnole
- Bajo las palmeras
- Gitanerías
- Suite Española
- Suite uit de opera "El Sombrero de Yarey"
  1. Prelude: Allegro moderato
  2. Allegro non troppo - Allegro - Moderato
  3. Allegretto
  4. Moderato
  5. Danza. Allegro

### Werken voor banda (harmonieorkest)
- 1905-1906 Cuba y América, two-step
- 1933 Jungle drums, bolero-foxtrot

### Muziektheater

#### Opera's
| Voltooid in | titel                | aktes       | première                  | libretto                 |
| ----------- | -------------------- | ----------- | ------------------------- | ------------------------ |
| 1946        | El Sombrero de Yarey | 2 bedrijven | 1946, Ciudad de La Habana | Guillermo Fernández Shaw |

#### Zarzuelas
| Voltooid in | titel                                                     | aktes       | première                                              | libretto                                   |
| ----------- | --------------------------------------------------------- | ----------- | ----------------------------------------------------- | ------------------------------------------ |
| 1922        | Diabluras y Fantasías                                     |             |                                                       |                                            |
| 1927        | La tierra de Venus                                        | 2 bedrijven | 1927, Ciudad de La Habana                             | C. Primelles                               |
| 1928        | El batey                                                  | 1 akte      | 1928, Ciudad de La Habana                             | Gustavo Sánchez Galárraga                  |
| 1928        | El cafetal                                                | 1 akte      | 1928, Ciudad de La Habana                             | Gustavo Sánchez Galárraga                  |
| 1929        | La liga de las señoras                                    |             |                                                       |                                            |
| 1929        | La Flor del Sitio                                         |             |                                                       |                                            |
| 1930        | La Niña Rita o La Habana en 1830; samen met Eliseo Grenet | 1 akte      | 29 september 1927, Ciudad de La Habana, Teatro Regina | Aurelio G. Riancho, Antonio Castells Casas |
| 1930        | María la O                                                | 2 bedrijven | 1 maart 1930, Ciudad de La Habana, Teatro Payret      | Gustavo Sánchez Galárraga                  |
| 1930        | El Maizal                                                 |             |                                                       |                                            |
| 1930        | El Calesero                                               |             |                                                       |                                            |
| 1930        | El Amor del Guarachero                                    |             |                                                       |                                            |
| 1932        | Rosa la china                                             | 1 akte      | 1932, Ciudad de La Habana                             | Gustavo Sánchez Galárraga                  |
| 1932        | La guaracha musulmana                                     |             |                                                       |                                            |
| 1941        | La de Jesús María                                         |             |                                                       |                                            |
| 1944        | La Plaza de la Catedral                                   |             |                                                       |                                            |
|             | Canción de flor                                           |             |                                                       |                                            |

#### Operette
| Voltooid in | titel                        | aktes       | première                  | libretto                                      |
| ----------- | ---------------------------- | ----------- | ------------------------- | --------------------------------------------- |
| 1935        | Lola Cruz                    | 2 bedrijven | 1935, Ciudad de La Habana | Gustavo Sánchez Galárraga                     |
| 1941        | Cuando La Habana era inglesa | 2 bedrijven | 1941, Ciudad de La Habana | Antonio Castells Casa, Francisco Meluzá Otero |

#### Balletten
| Voltooid in | titel        | aktes | première                              | libretto | choreografie |
| ----------- | ------------ | ----- | ------------------------------------- | -------- | ------------ |
| 1912        | La comparsa  |       | december 1912, Matanzas, Teatro Sauto |          |              |
|             | Ballet conga |       |                                       |          |              |

#### Revista's/Revues
- 1918 Domingo de Piñata - première: 1918, Ciudad de La Habana, Teatro Martì - libretto: Mario Vitoria
- 1919 La Liga de las Naciones
- 1920 El portfolio del amor
- 1922 Diablos y Fantasías
- 1923 Es mucha Habana
- 1924 Levántate y anda
- 1925 Radiomanía - première: om 1925, Ciudad de La Habana - libretto: Mario Vitoria
- 1926 La revista sin trajes
- 1927 La revista femenina
- 1929 Alma de raza
- 1935 Aires nacionales
- 1946 Mujeres
- 1956 Tropicana - première: 1956, Ciudad de La Habana - libretto: M. Filos

#### Toneelmuziek
- 1918 En recluta del amor - tekst: Gustavo Sánchez Galarraga

### Vocale muziek

#### Liederen
- 1929 Canto Siboney uit de zarzuela "La tierra de Venus", voor zangstem en piano - tekst: van de componist
- 1930-1935 Versos Sencillos, voor zangstem en piano - tekst: José Martí
- 1931 Lamento africano, voor zangstem en piano - tekst: Teófilo Radillo
- 1940 Verses, voor zangstem en piano - tekst: Juana de Ibarbourou
- Aquella tarde
- Noche azul
- Por eso te quiero
- Siempre en mi corazón uit de filmmuziek Always in my Heart, voor zangstem en Orkest (of piano)

### Werken voor piano
- 1913 Aragón, Vals español
- 1918 Álbum de valses
- 1919 Palomita blanca
- 1920-1928 Al fin te ví
- 1920-1928 Amorosa
- 1920-1929 Music Box
- 1920-1930 Yo te quiero siempre
- 1925-1931 Rapsodia hawaiana
- 1928 Andalucía, suite espagnole
  1. Córdoba
  2. Andalucía
  3. Alhambra
  4. Gitanerías
  5. Guadalquivir
  6. Malagueña
- 1928-1929 Danzas cubanas
  1. ¡No hables más!
  2. No puedo contigo
  3. Ahí viene el chino
  4. ¿Por qué te vas?
  5. Lola está de fiesta
  6. En tres por cuatro
- 1930-1934 Danzas afro-cubanas
  1. La conga de media noche
  2. Negra Mersé
  3. ¡... Y la negra bailaba!
  4. Danza de los ñáñigos
  5. Danza lucumí
  6. La conga se va
- 1930-1940 Vals en re bemol
- 1935-1940 Barcelona
- 1935-1940 La conga de Broadway
- 1935-1940 Panamá
- 1936 Para Vigo me voy
- 1940-1954 Piezas características
  1. Preludio en la noche
  2. Mazurka en glisado
  3. La Habanera
- 1943 A la Antigua
- 1943 Ante el Escorial
- 1943 Gardenia - Porcelana china (Danza de muñecos)
- 1944 San Francisco el grande
- 1950-1960 Canto del guajiro
- 1956 Diario de un niño - Estampas infantiles, suite
  1. Buenos días
  2. El baile de la muñeca
  3. Carrusel
  4. Canción de luna
  5. Bacanal de muñecos
- Como arrullo de Palmas
- Crisantemo
- Damisela encantadora
- Danzas cubanas
  1. Dame tu amor
  2. Lloraba en sueños
  3. Aquí está
  4. Andar
  5. Tu serás
  6. Melancolía
  7. Negrita
  8. Muñequita
- Devuélveme el corazón
- En tres por cuatro
- La brisa y yo
- Lamento africano uit de zarzuela El Cafetal
- La ronda del amor uit de zarzuela María la O
- Mi amor fue una flor
- Muñeca de cristal
- Noche azul
- Polka de los enanos
- Por eso te quiero
- Por qué te vas?
- Siempre en mi corazón
- Siete danzas cubanas típicas
  1. Ni tú, ni yo
  2. Mientras yo comía maullaba un gato
  3. Burlesca
  4. Mis tristezas
  5. El miriñaque
  6. La 32
  7. ¡Cómo baila el muñeco!
- Tres miniaturas
- Tres valses
  1. Rococó
  2. Azul
  3. Encantamiento
- Valencia Mora
- Vals de las sombras
- Vals de Pierrot
- Vals del Nilo
- Vals del Rhin
- Vals en si mayor
- Vals rosa
- Valses fantásticos
  1. Vals apasionado
  2. Vals romántico
  3. Vals poético
  4. Vals arabesque
  5. Vals patético
  6. Vals maravilloso
  7. Vals brillante
- Zambra
- Zambra Gitana

### Filmmuziek
- 1931 Under Cuban Skies
- 1931 Free Soul
- 1931 Susana Lenox
- 1938 Adiós, Buenos Aires
- 1940 De México llegó el amor
- 1942 Always in My Heart
- 1946 One More Tomorrow
- 1947 Carnival in Costa Rica
- La Cruz y La Espada
- La Última Melodía
- Maria La O
- Pearl Harbor